# Молдовагаз
АО «Молдовагаз» (рум. Moldovagaz SA) — молдавско-российская энергетическая компания, занимающаяся транспортировкой природного газа и сжиженного газа, строительством сетей газоснабжения и монтажом газового оборудования, а также газификацией и обслуживанием газового хозяйства на территории Республики Молдова. Создана как единый субъект административного, экономического и организационного регулирования газового рынка Республики Молдова для укрепления производственно-экономических связей между газовыми предприятиями и обеспечения эффективного взаимодействия между акционерами. В республике АО «Молдовагаз» снабжает в республике природным газом свыше 600 тысяч потребителей (в том числе 20 тысяч экономических агентов).
Главные акционеры АО «Молдовагаз» по окончании 2013 года: ПАО "Газпром" Россия — 50 % акций (более 6,6 млн акций), Агентство Государственной Собственности при Министерстве Экономики Республики Молдова — 35,33 % (4,7 млн акций), Государственный Комитет по Управлению Имуществом, Приднестровской Молдавской Республики — 13,44 % (1,79 млн акций), остальные акционеры  владеют пакетами менее 5 %.

## История
Организация газового хозяйства в Молдавской ССР началась ещё в 1947 году, когда были смонтированы первые 20 газобаллонных установок, а через год Кишинёвский механический завод освоил выпуск газовых плит, редукторов и газовых баллонов. В 1963 году была принята в эксплуатацию первая групповая резервуарная установка сжиженного газа, через три года началась поставка природного газа в республику через газовые сети. Тогда же началось строительство газопроводов высокого и низкого давления, а также пошла газификация населённых пунктов. В 1966 году также был введён в эксплуатацию магистральный газопровод Одесса—Кишинёв, а в 1967 году начала работу газораспределительная станция «Кишинэу» (ГРС-1).
В 1984 году было завершено строительство магистрального газопровода Кишинев-Рыбница. В 1991 году, после признания независимости и суверенитета Молдавии правительство новой республики утвердило Государственную программу газификации до 2005 года и создало Государственный департамент по газификации. Таким образом был инициирован процесс реструктуризации газового хозяйства Молдавии. В 1994 году было де-юре образовано Государственный Концерн «Молдова-Газ» АО при Департаменте энергетики, энергетических ресурсов и топлива, в состав которого входило 51 газовых предприятий; через четыре года был принят закон «О природном газе», положивший основу правового регулирования газовой отрасли.
В 1999 году в современной форме было образовано акционерное общество «Молдовагаз» после слияния Государственного Концерна «Молдова-Газ» АО и молдавско-российского АОЗТ «Газснабтранзит». В него вошли 23 общества с ограниченной ответственностью. В 2002 году была принята новая Национальная программа газификации Республики Молдова, а через год введена в эксплуатацию газоизмерительная станция (ГИС) «Кэушень». В 2004 году было образовано 35 филиалов в составе 23 существующих газовых предприятий. В рамках выполнения программы газификации были введены в эксплуатацию два магистральных газопровода «Токуз-Кэйнарь-Мерень» (2007) и «Бельцы-Унгены» (2009), а также проведена капитальная реконструкция ГРС «Кишинэу», построена ГРС «Теленешть» и начат капитальный ремонт с реконструкцией и модернизацией магистрального газопровода «Раздельная-Измаил» (все — 2010).
В рамках программы Inogate сотрудники АО «Молдовагаз» участвуют в проекте «Гармонизация технических стандартов и практик нефтегазового сектора в Восточной Европе и на Кавказе». За 2010 год ими были изучены 26 европейских стандартов, которые регламентируют технологические процессы в газовом секторе, и после сравнения с действовавшими стандартами Молдавии были оформлены соответствующие заключения. В 2017 году был инициирован процесс реформирования услуг, оказываемых потребителям, на основе прогрессивного подхода.

## Связь с Газпромом
Акционеры компании — российская компания «Газпром» и правительство Молдавии. В 2010 году в прессе пошли слухи, что «Газпром» собирается полностью поглотить компанию «Молдовагаз», однако министр экономики Валерий Лазэр опроверг эти слухи.
В конце 2013 года долг «Молдовагаза» перед «Газпромом» составлял 5,2 млрд. долларов, из них 4,7 млрд. долларов (90%) были задолженностью Приднестровья.
В конце 2023 года долг АО «Молдовагаз» перед «Газпромом» составлял 11,646 млрд. долларов, а около 10,937 млрд долларов (94%) приходилось на долг Приднестровья.
Премьер-министр Дорин Речан, комментируя отчет по итогам аудита исторической задолженности Moldovagaz «Газпрому», заявил, что Молдова не будет платить по несуществующим долгам. Министр энергетики Виктор Парликов сообщил, что правительство Молдовы предлагает «Газпрому» $8,6 млн для урегулирования вопроса об историческом долге Молдовы за газ. По его словам большая часть долга не подтверждена или не исполнима. Более того, аудиторы пришли к выводу, что у Moldovagaz есть право выдвинуть «Газпрому» свои финансовые требования.

## Структура
Распределением, поставкой и транспортировкой газа занимаются следующие ООО, входящие в «Молдовагаз» (без учёта 35 региональных филиалов):
Транспортировка
- Молдоватрансгаз (Правобережье) - с 19 сентября 2023 года сроком на 5 лет находится под управлением компании Vestmoldtransgaz (дочернее предприятие румынской госкомпании Transgaz).[13]
- Тираспольтрансгаз (Левобережье)

Распределение
- Правобережье
  - Кишинэу-газ
  - Бэлць-газ
  - Яловень-газ
  - Орхей-газ
  - Единец-газ
  - Флорешть-газ
  - Чимишлия-газ
  - Унгень-газ
  - Гагауз-газ
  - Штефан Водэ-газ
  - Тараклия-газ
  - Кахул-газ
- Левобережье
  - Тирасполь-газ
  - Бендеры-газ
  - Слободзея-газ
  - Дубоссары-газ
  - Рыбница-газ

Прочей деятельностью в составе «Молдовагаза», не связанной с вышеперечисленным, занимается ООО «Флакэра Албастрэ».

## Статистика
| Год  | Объём импортируемого газа (млн. м³) | Объём транзитного газа (млн. м³) | Протяжённость газопровода (км) | Число сотрудников |
| ---- | ----------------------------------- | -------------------------------- | ------------------------------ | ----------------- |
| 2005 | 1 418,5                             | 25 313,0                         | 12 259,2                       | 4 776             |
| 2007 | 1 305,4                             | 23 692,8                         | 15 456,5                       | 5 264             |
| 2009 | 1 126,3                             | 17 891,0                         | 18 472,4                       | 5 140             |
| 2010 | 1 187,8                             | 17 034,3                         | 21 025,6                       | ~5 000            |
| 2011 | 1 152,1                             | 20 185,4                         | 21 884,9                       | ~5 000            |
| 2012 | 1 095,2                             | 19 912,6                         | 22 344,7                       | ~5 000            |
| 2013 | 1 032,1                             | 19 983,9                         | 22 670,9                       | ~5 000            |
| 2023 | 673,7                               | 58,4                             | 26 125,4                       |                   |